# ساموپشه
ساموپشه (به لاتین: Samopše) یک منطقهٔ مسکونی در جمهوری چک است که در ناحیه کوتنا هورا واقع شده‌است. ساموپشه ۶٫۵۸ کیلومتر مربع مساحت و ۱۱۰ نفر جمعیت دارد.